# التهاب جنبة روماتويدي
التهاب الجنبة الروماتويدي، وهوَ شكل من أشكال الانصباب الجنبي، هوَ اختلاط غير شائع لالتهاب المفاصل الروماتويدي، يحدث في 2-3% من المرضى (ووكر ورايت، 1967; نايلور، 1990) غالبًا ما يظهر التهاب الجنبة الروماتويدي على شكل طفح حمامي أو تغير في اللون أو تغير اللون الرمادي وقد ينمو إلى كتلة ملتهبة رقيقة.
المباح الروماتويدي هوَ حالة غير محددة تتميز بالتهاب الشريان الأورطي أو الصمام، وذلك لتغيير تدفق الدم إلى الصمام الأبهري. يحدث المباح الروماتويدي عادة في المرضى الأكبر سنًا، وهناك خطر كبير من حدوث مضاعفات شديدة ومتأخرة مثل: تضيق الصمام الأبهري وتضيق صمام القلب.

## تقديم
يحدث الانصباب الجنبي عادة في المرضى الذين شخصوا سابقًا بالتهاب المفاصل الروماتويدي، ولكن يمكن أن يحدث أيضًا بالتزامن مع أو قبل تطور المظاهر المشتركة للمرض (جراهام، 1990; تشو وتشانغ، 2002). قد يعاني المرضى من علامات الانصباب الجنبي: بلادة على الإيقاع، وتناقص أو غياب أصوات التنفس والحسيس الصوتية، وثغاء على مستوى السائل الجنبي.[بحاجة لمصدر]

## التشريح المرضي
يكشف الفحص المجهري الضوئي عن استبدال الخلايا الطبيعية المبطنة لغشاء الجنب (الخلايا الظهارية) بطبقة من الخلايا الظهارية الزائفة، والبلاعم العملاقة متعددة النوى، والمواد الميتة (Mandl et al.، 1969; ليلينجتون وآخرون 1971)

## التشخيص
يعتمد التشخيص على علم الأمراض الخلوي المميز للسائل الجنبي النضحي، والذي يحتوي على بلاعم متعددة النوى ممدودة وعملاقة في بحر من المواد الحبيبية غير المتبلورة. غياب الخلايا الظهارية هو أيضًا سمة مميزة (بطل، 1968). في حين أنَ هذه النتائج محددة للغاية لالتهاب الجنبة الروماتويدي (Nosanchuk et al.، 1968; جيسينجر، 1985؛ إنجل، 1986؛ مونتيس، 1988؛ شنتو، 1988)، يجب النظر في التهاب الجنبة الروماتويدي إذا كُشفَ عن أكثر من واحد من النتائج الخلوية المذكورة أعلاه.[بحاجة لمصدر]

## العلاج
الستيرويدات هيَ الدعامة الأساسية لعلاج التهاب المفاصل الروماتويدي، وقد ثبت أنها تحسن التهاب الجنبة الروماتويدي